# Svein Scharffenberg
Svein Scharffenberg, född 21 juni 1939 i Oslo, död 5 december 2017, är en norsk skådespelare och regissör.
Han debuterade 1967 på Den Nationale Scene och har varit anställd vid Nationaltheatret (1968–1970 och från 1996) och Hålogaland Teater (1970–1971), samt arbetat som frilans. Som skådespelare har han gjort intryck i starka och ofta skrämmande roller. Till hans mest kända hör Lenny i Harold Pinters Hemkomsten och Erlend i Sigrid Undsets Kransen (första delen i romansviten om Kristin Lavransdotter), titelrollen i Peter Asmussens Isbrandt, Kroll i Henrik Ibsens Rosmersholm och roller i Jon Fosses Dödsvariationer och Dröm om hösten.
Av hans regiuppdrag kan nämnas Cora Sandels Kranes konditori på Hålogaland Teater, Khalid Hussains Pakis för Riksteatret, Samuel Becketts Lyckliga dagar på Nationaltheatret och Tor Edvin Dahls Lever du'a Karlsen? på Torshovsteatret. Han regisserade också filmen Markus og Diana (1995).
På tv har han bland annat synts som munken Vendt i serien Benoni og Rosa, Kurt i Dödsdansen, Jean i Fröken Julie och Jo i Sverre Udnæs Aske. Som filmskådespelare är han framför allt ihågkommen från Bortreist på ubestemt tid (1974), Angst (1976), Vägvisaren (1987), Drömspel (1994) och Når nettene blir lange (2000, Amandaprisen 2001 som bästa manliga skådespelare). Han har också varit central vid filmatiseringarna av Anne Holts kriminalromaner (1997).

## Filmografi (urval)
- 1974 – Bortreist på ubestemt tid
- 1975 – Fru Inger til Østråt
- 1976 – Angst
- 1987 – Vägvisaren
- 1994 – Drömspel
- 1997 – Blind gudinna
- 2000 – Når nettene blir lange